# غلانيك عليا
غلانيك عليا هي قرية في مقاطعة أرومية، إيران. عدد سكان هذه القرية هو 55 في سنة 2006.